# Fólkvangr
 (septembre 2022).
Si vous disposez d'ouvrages ou d'articles de référence ou si vous connaissez des sites web de qualité traitant du thème abordé ici, merci de compléter l'article en donnant les références utiles à sa vérifiabilité et en les liant à la section « Notes et références ».
 (septembre 2022).
La mise en forme du texte ne suit pas les recommandations de Wikipédia : il faut le « wikifier ».
Les points d'amélioration suivants sont les cas les plus fréquents. Le détail des points à revoir est peut-être précisé sur la page de discussion.
- Les titres sont pré-formatés par le logiciel. Ils ne sont ni en capitales, ni en gras.
- Le texte ne doit pas être écrit en capitales (les noms de famille non plus), ni en gras, ni en italique, ni en « petit »…
- Le gras n'est utilisé que pour surligner le titre de l'article dans l'introduction, une seule fois.
- L'italique est rarement utilisé : mots en langue étrangère, titres d'œuvres, noms de bateaux, etc.
- Les citations ne sont pas en italique mais en corps de texte normal. Elles sont entourées par des guillemets français : « et ».
- Les listes à puces sont à éviter, des paragraphes rédigés étant largement préférés. Les tableaux sont à réserver à la présentation de données structurées (résultats, etc.).
- Les appels de note de bas de page (petits chiffres en exposant, introduits par l'outil «  Source ») sont à placer entre la fin de phrase et le point final[comme ça].
- Les liens internes (vers d'autres articles de Wikipédia) sont à choisir avec parcimonie. Créez des liens vers des articles approfondissant le sujet. Les termes génériques sans rapport avec le sujet sont à éviter, ainsi que les répétitions de liens vers un même terme.
- Les liens externes sont à placer uniquement dans une section « Liens externes », à la fin de l'article. Ces liens sont à choisir avec parcimonie suivant les règles définies. Si un lien sert de source à l'article, son insertion dans le texte est à faire par les notes de bas de page.
- La présentation des références doit suivre les conventions bibliographiques. Il est recommandé d'utiliser les modèles {{Ouvrage}}, {{Chapitre}}, {{Article}}, {{Lien web}} et/ou {{Bibliographie}}. Le mode d'édition visuel peut mettre en forme automatiquement les références.
- Insérer une infobox (cadre d'informations à droite) n'est pas obligatoire pour parachever la mise en page.

Pour une aide détaillée, merci de consulter Aide:Wikification.
Si vous pensez que ces points ont été résolus, vous pouvez retirer ce bandeau et améliorer la mise en forme d'un autre article.

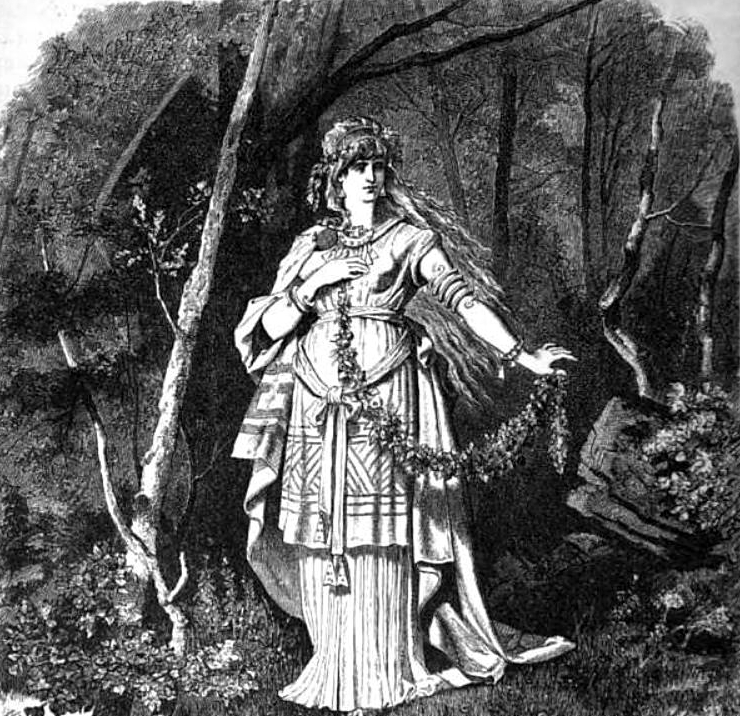
Freya, 1882, Carl Emil Doepler

Dans la mythologie nordique, Fólkvangr (soit en vieux norrois :« champ de l'armée » ou « champ du peuple ») est une prairie ou un champ régi par la déesse Freyja où la moitié de ceux qui meurent au combat vont à leur mort, tandis que l'autre moitié va au dieu Odin au Valhalla.
Le Fólkvangr est attesté dans l'Edda poétique, compilé au XIIIe siècle à partir de sources traditionnelles antérieures, et dans l'Edda en prose, écrit au 13e siècle par Snorri Sturluson. Selon l'Edda en prose, la salle de Freyja, Sessrúmnir, se trouve à l'intérieur de Fólkvangr.

## Attestations
Des théories savantes ont été proposées sur les implications de l'emplacement de Fólkvangr.
Dans le poème Grímnismál recueilli dans l'Edda poétique, Odin (déguisé en Grímnir) dit au jeune Agnar que Freyja attribue des sièges à la moitié de ceux qui meurent dans sa salle Fólkvangr, tandis qu'Odin reçoit l'autre moitié (Fólkvangr est ici anglicisé en Fôlkvang et Folkvang) :

« Fôlkvang est le neuvième, là Freyia dirige
les séances dans la salle.
Elle choisit chaque jour la moitié des morts,
mais Odin l'autre moitié. »

— Traduction de Benjamin Thorpe, 1907, The Elder Edda of Saemund Sigfusson

« Le neuvième est Folkvang, où Freyja décrète
qui aura des sièges dans la salle ;
Elle choisit chaque jour la moitié des morts,
et la moitié pour Othin. »

— Traduction de Henry Adams Bellows
Dans le chapitre 24 du livre Gylfaginning de la Prose Edda, High dit à Gangleri (décrit comme le roi Gylfi déguisé) que Freyja est « la plus glorieuse des ásynjur », que Freyja a une demeure dans les cieux appelée Fólkvangr, et que « chaque fois qu'elle part au combat, elle obtient la moitié des morts, et l'autre moitié d'Odin, comme il est dit ici : [la strophe ci-dessus du Grímnismál est ensuite citée] ». High poursuit ensuite avec une description de la salle de Freyja, Sessrúmnir.

## Théories

### La saga d'Egils
Dans la saga Egils, lorsque Egill Skallagrímsson refuse de manger, sa fille Þorgerðr (ici romanisée en "Thorgerd") dit qu'elle va se priver de nourriture et donc mourir de faim, et que ce faisant, elle rencontrera la déesse Freyja :
Thorgerd répondit d'une voix forte : « Je n'ai pas pris de repas du soir, et je n'en prendrai pas jusqu'à ce que je rejoigne Freyja. Je ne connais pas de meilleure ligne de conduite que celle de mon père. Je ne veux pas vivre après la mort de mon père et de mon frère ».
Britt-Mari Näsström dit que « en tant que réceptrice des morts, sa demeure [Freyja] est également ouverte aux femmes qui ont subi une mort noble ». Näsström cite le passage ci-dessus de la saga Egils comme exemple, et signale un lien supplémentaire potentiel dans la saga Hervarar ok Heiðreks, où la reine se pend dans le dísarsalr (en vieux norrois « la salle du Dís ») après avoir découvert que son mari a trahi à la fois son père et son frère. Näsström commente que « ce Dís ne pouvait guère être autre que Freyja elle-même, le chef naturel des divinités féminines collectives appelées dísir, et le lieu du suicide de la reine semble donc être lié à Freyja ».

### Implications
John Lindow dit que si l'élément Fólk- de Fólkvangr doit être compris comme "armée", alors Fólkvangr apparaît comme une alternative au Valhalla. Lindow ajoute que, comme Odin, Freyja a une association avec les guerriers dans la mesure où elle préside au combat éternel de Hjaðningavíg.
Rudolf Simek pense que le nom de Fólkvangr n'est « sûrement pas beaucoup plus ancien que le Grímnismál lui-même », et ajoute que la description du Gylfaginning reste proche de celle du Grímnismál, mais que la description du Gylfaginning ajoute que Sessrúmnir est situé dans Fólkvangr.
Selon Hilda Ellis Davidson, le Valhalla est bien connu parce qu'il joue un rôle important dans les images de la guerre et de la mort, mais la signification d'autres salles de la mythologie nordique, comme Ýdalir, où réside le dieu Ullr, et le Fólkvangr de Freyja, a été perdue. Lucie Malbos conforte cette idée en supposant que la mise par écrit par les auteurs chrétiens provoque une concentration sur le Valhalla, comme équivalent du paradis chrétien, et sur le domaine de la déesse Hel, comme équivalent des enfers.
Britt-Mari Näsström met l'accent sur le fait que Gylfaginning raconte que « chaque fois qu'elle chevauche dans une bataille, elle prend la moitié des morts », et interprète Fólkvangr comme « le champ des guerriers ». Näsström commente que :

« Freyja reçoit les héros tués sur le champ de bataille de manière tout à fait respectueuse comme le fait Óðinn. Sa maison s'appelle Sessrumnir, 'remplie de nombreux sièges', et elle remplit probablement la même fonction que Valhöll, 'la salle des morts', où les guerriers mangent un repas. »

— Britt-Mai Näsström, 1999, Freyja - The Trivalent Goddess

## Voir Aussi
- Freyja
- Edda poétique
- Edda en prose